# Live in Offenbach 1978
Live in Offenbach 1978 ist ein Konzertmitschnitt der Band Weather Report.

## Allgemeines
Das Konzert wurde am 29. September 1978 im Rahmen von Rockpalast in der Stadthalle Offenbach aufgenommen, drei Monate vor dem mit einem Grammy ausgezeichneten Live-Album 8:30. Der Aufbau einiger Titel wie Teen Town unterscheidet sich erheblich zwischen den beiden Alben.
Die Aufnahmen wurden erstmals 2006 als DVD zusammen mit 3 CDs in der Box Forecast: Tomorrow veröffentlicht und 2011 nach dem 40. Jubiläum der Bandgründung von der Zawinul Erbengemeinschaft als einzelne DVD veröffentlicht.
Die Aufnahme ist als CD und DVD erhältlich.

## Titelliste
Die Titel sind von Zawinul, wenn es nicht in Klammern anders vermerkt ist.
CD 1
1. Black Market – 11:13
2. Scarlet Woman – 9:24
3. Young and Fine – 6:46
4. The Pursuit of the Woman With the Feathered Hat – 6:49
5. A Remark You Made – 7:04
6. River People (Jaco Pastorius) – 7:52
7. Thanks for the Memory (Leo Robin/Ralph Rainger) – 3:47
8. Delores / Portrait of Tracy / Third Stone from the Sun (Jaco Pastorius) – 9:46
9. Mr. Gone – 8:32

CD 2
1. In a Silent Way – 2:20
2. Waterfall – 1:50
3. Teen Town  (Jaco Pastorius) – 8:08
4. I Got It Bad and That Ain’t Good  / The Midnight Sun Will Never Set On You – 8:50
5. Birdland – 6:49
6. Introductions – 1:47
7. Fred & Jack – 6:16
8. Elegant People (W. Shorter) – 8:09
9. Badia/Boogie Woogie Waltz – 13:29

## Musiker
- Joe Zawinul – Keyboard
- Wayne Shorter – Saxofon
- Jaco Pastorius – E-Bass
- Peter Erskine – Schlagzeug